# Leandro Vissotto
Leandro Vissotto Neves (San Paolo, 30 aprile 1983) è un ex pallavolista brasiliano.
Gioca nel ruolo di opposto.

## Carriera
Cresciuto nel Flamengo, esordisce titolare nel 1999, a sedici anni. Nel 2001 esordisce in nazionale, con cui vince due edizioni della World League nel 2003 e nel 2006.
Nel 2006 approda in Italia, ingaggiato dalla M. Roma Volley di Serie A1; con la squadra capitolina non gioca mai, venendo ceduto in prestito nel 2006-07 alla Top Volley Latina e nel 2007-08 al Taranto; con la squadra pugliese si laurea miglior realizzatore stagionale con 484 punti in 25 gare. Nel 2008-09 viene ingaggiato dalla Trentino. Con la squadra trentina, in soli due anni, diventa campione d'Europa e campione del mondo. Nel gennaio 2010, al PalaMadigan di Montecatini Terme, conquista il suo primo trofeo italiano: vince la Coppa Italia, venendo nominato anche MVP della Final Four. Quattro mesi dopo vince la sua seconda Champions League grazie alla vittoria per 3-0 contro i russi della Dinamo Mosca. Nel 2010 vince il Campionato mondiale e torna a giocare in patria, vestendo nella stagione 2010-11 la maglia del GRER, col quale vince il Campionato Paulista.
Nella stagione 2011-2012 veste la maglia bianco-blu del Piemonte di Cuneo; nel 2012 con la nazionale vince la medaglia d'argento ai Giochi della XXX Olimpiade di Londra. La stagione successiva viene ingaggiato dall'Ural, militante nella Superliga russa, col quale raggiunge la finale di campionato e di Challenge Cup; con la nazionale nell'estate del 2013 vince la medaglia d'argento alla World League, bissata anche nell'edizione 2014, e poi quella d'oro al campionato sudamericano.
Nella stagione 2013-14 torna in Brasile, ingaggiato dalla RJ; tuttavia, a causa dei problemi economici del club, è costretto a cambiare squadra a metà stagione, andando a giocare dal mese di gennaio nella V-League sudcoreana per il KEPCO Vixtorm per la seconda parte di campionato; con la nazionale vince la medaglia d'argento al campionato mondiale 2014. Nella stagione successiva gioca nella V.Premier League giapponese coi JT Thunders e vince sia la Coppa dell'Imperatore che lo scudetto. Dopo una parentesi all'Al-Arabi, ritorna nella Serie A1 italiana per concludere il campionato con il Milano.
Nella stagione 2017-18 fa ritorno nella massima divisione brasiliana col BVC.

## Palmarès

### Club
- Campionato giapponese: 1

2014-15
- Campionato brasiliano: 1

2018-19
- Coppa Italia: 1

2009-10
- Coppa dell'Imperatore: 1

2014
- Campionato Paulista: 3

2010, 2018, 2019
- Supercoppa brasiliana: 1

2019
- Campionato mondiale per club: 1

2009
- CEV Champions League: 2

2008-09, 2009-10
- Campionato sudamericano per club: 1

2022

### Nazionale (competizioni minori)
- Campionato sudamericano pre-juniores 2000
- Campionato mondiale juniores 2001
- Campionato mondiale pre-juniores 2001

### Premi individuali
- 2008 - Serie A1: Miglior realizzatore
- 2008 - Serie A1: Miglior attaccante[5]
- 2010 - Coppa Italia: MVP della Final Four
- 2016 - Campionato asiatico per club: Miglior centrale
- 2019 - Superliga Série A: MVP della Finale
- 2022 - Campionato sudamericano per club: Miglior opposto